# 亀塚稲荷神社

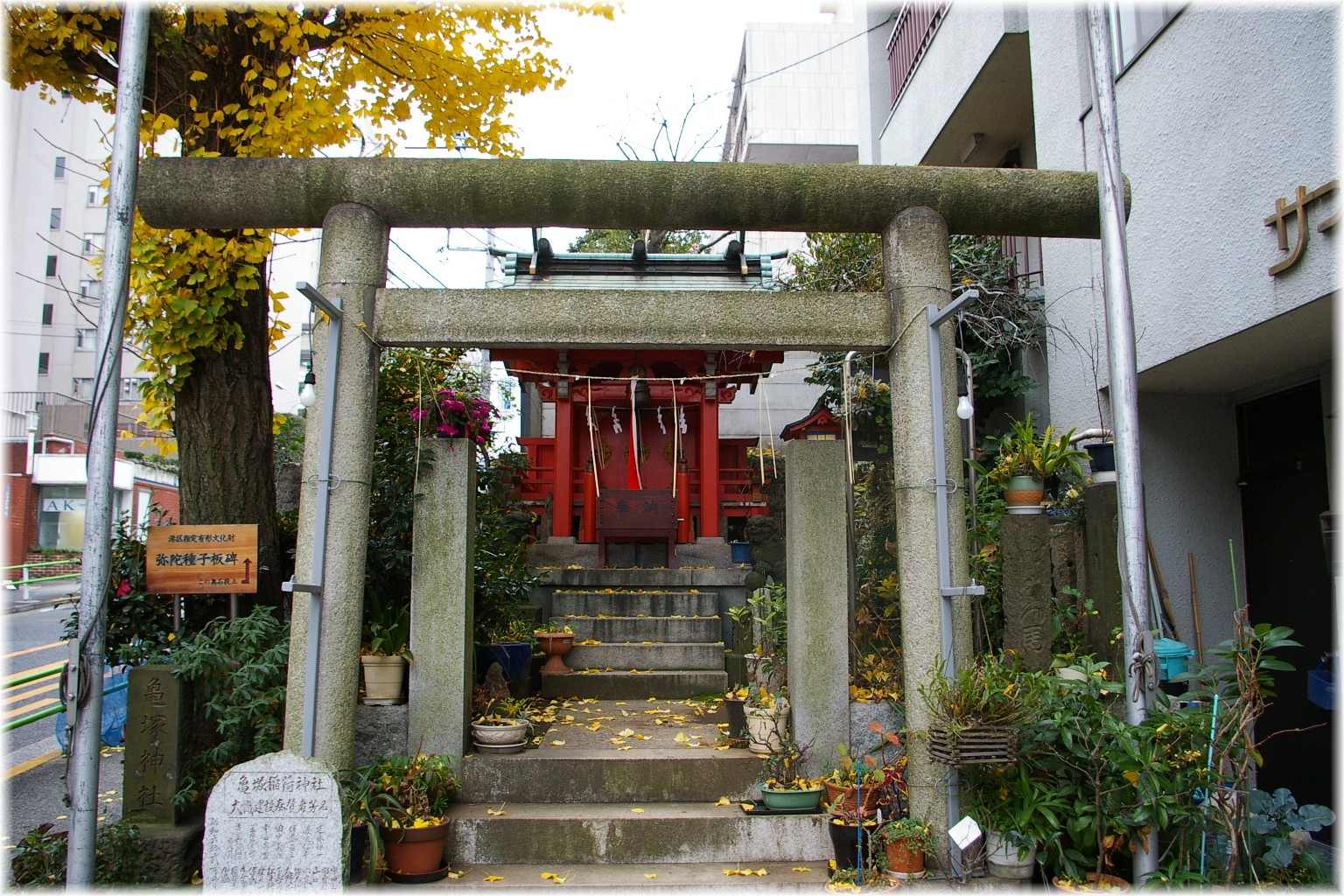
鳥居

亀塚稲荷神社（かめづかいなりじんじゃ）は東京都港区三田四丁目にある稲荷神社。宗教法人格を有する。祭神は宇迦御魂命。亀の形をした石を神体としている。伝承によると、太田道灌が当地に物見台を造った際に建立したという。

## 概要
聖坂の途中西側にある小さな神社である。
境内には「弥陀種子板碑」5基が立つ。中世の関東地方に多く見られる阿弥陀信仰に基づく供養石塔で秩父青石（緑泥片岩）製である。当神社付近にあったものとも、上大崎付近から持ってきたものとも言われている。5基のうち3基については鎌倉時代中期から南北朝時代前期にかけての、文永3年（1266年）、正和2年（1313年）、延文6年（1361年）の年紀銘が確認できるが、残り2基の銘は風化のため解読不能である。うち、文永3年のものは区内最古の板碑。紀念銘の確認できる3基は港区指定有形文化財（1995年9月26日指定）、他の2基は港区登録有形文化財（1996年3月27日登録）である。新田義貞一族の霊を弔うための碑だと伝えられている。

## 氏子地域
港区三田四丁目（旧・芝三田功運町の区域）

## 備考
兼務社として高輪一丁目鎮座の古寿老稲荷神社がある。